# Жаротривкі матеріали
Жаротривкі́ (жаростійкі) матеріа́ли (англ. high temperature corrosion-resistant materials) — матеріали, що мають здатність протистояти при високій температурі хімічному руйнуванню, переважно, окисненню а для неметалевих матеріалів (жаротривкий бетон, цегла тощо) і механічному руйнуванню.

## Жаротривкі металеві матеріали
Жаротривкі металеві матеріали — це сплави (зазвичай, на нікельхромистій або залізо-хромонікелевій основі), які здатні при високих температурах (800…1100 °С) чинити опір хімічному руйнуванню під впливом газоподібного середовища. В окиснювальному середовищі жаротривкість металевого матеріалу визначається властивостями окалини, що утворюється на металевій поверхні. Окалина утруднює дифузію газів углиб металу і тим самим перешкоджає розвиткові газової корозії металів. Жаротривкість у такому середовищі зумовлює граничну температуру застосування металів (сплавів) без спеціальних покриттів, наприклад алюмінію (400°С), заліза (500°С), вольфраму (800°С), хрому (1000°С).

### Жаротривкі сталі
Підвищення жаротривкості (жаростійкості) сталей досягається переважно уведенням хрому (08Х13, 12Х17), а також алюмінію та кремнію (15Х18СЮ), тобто елементів, що перебувають в твердому розчині і утворюють в процесі нагріву захисні плівки оксидів. Особливо широко використовують хром. Чим більший у сталі вміст хрому, тим вищою є її жаротривкість. Тому в жаротривких феритних сталях його вміст доводять до 13…27 %. На жаротривкість сталей позитивно впливають малі добавки деяких активних елементів (кальцій, ітрій, церій, лантан тощо).
Сталь 08Х13 застосовують в умовах впливу сірчистих газів при температурі до 500°С, сталі 08Х17Т, 12Х17 жаростійкі до 900°С, сталь 15Х25Т — до 1100°С.
Застосовують жаротривкі сталі для виготовлення камер згоряння, жарових труб, соплових лопаток газових турбін, форсажних камер тощо.

### Жаротривкий чавун
Жаротривкий чавун — різновид чавуну, що характеризується стійкістю проти інтенсивного окиснення і росту (необоротного збільшення розмірів і об'єму) в різних газових середовищах за підвищених температур. До основних легувальних елементів, що утворюють на поверхні чавуну. захисні окисні плівки, належать алюміній, хром і кремній. Стійкість до росту чавуну підвищують, не допускаючи внутрішнього окиснення, графітизації й фазових перетворень у температурній зоні експлуатації. З жаростійкого чавуну виготовляють деталі пічного устаткування, корпуси пальників тощо.

### Жаротривкі сплави нікелю
Жаротривкі сплави нікелю алюмель та хромель мають важливе значення завдяки хорошому поєднанню термоелектричних властивостей і жаротривкості.
Значне застосування у техніці отримали жаротривкі сплави Ni з Cr — ніхроми. Найбільшого поширення набули ніхроми з 80 % Ni, які до появи хромалів були найжаротривкішими промисловими матеріалами. Ніхроми і фероніхроми характеризуються рідкісним поєднанням високої жаротривкості та високого електричного опору. Тому вони разом з хромалями є двома найважливішими класами сплавів, що використовуються для виготовлення високотемпературних електричних нагрівачів. Гранична робоча температура ніхромів цього типу становить, переважно, 1200 °C, а окремих марок і до 1250 °C.
Нікелеві сплави, що містять 15…30 % Cr, леговані Al (до 4 %), використовуються зазвичай для виготовлення жаротривких деталей, що працюють при температурах до 1250 °C і не зазнають значних механічних навантажень.

## Жаротривкі неметалеві матеріали
Жаротривкі неметалеві матеріали характеризуються здатністю чинити опір при високих температурах хімічному і механічному руйнуванню. Сюди належить у першу чергу жаротривкий бетон — бетон, що призначений для експлуатації в умовах підвищених температур. За гранично допустимою температурою застосування жаротривкі бетони за ГОСТ 20910-90 поділяють на класи И3 (300°С) та И6…И18 (600…1800°С).
До жаротривких неметалевих матеріалів відносять і усі вогнетривкі матеріали.